# Donald Hawgood
Donald Trevor Hawgood (20 de marzo de 1917-Toronto, 9 de junio de 2006) fue un deportista canadiense que compitió en piragüismo en la modalidad de aguas tranquilas. Participó en los Juegos Olímpicos de Helsinki 1952, obteniendo una medalla de plata en la prueba de C2 10 000 m.

## Palmarés internacional
| Juegos Olímpicos | Juegos Olímpicos     | Juegos Olímpicos | Juegos Olímpicos |
| Año              | Lugar                | Medalla          | Competición      |
| ---------------- | -------------------- | ---------------- | ---------------- |
| 1952             | Helsinki (Finlandia) | Medalla de plata | C2 10 000 m      |